# Ontras
Die Ontras Gastransport GmbH (Eigenschreibweise: ONTRAS) ist ein Fernleitungsnetzbetreiber für Erdgas mit Sitz in Leipzig. Ontras ist ein Tochterunternehmen der VNG – Verbundnetz Gas und betreibt Deutschlands zweitgrößtes Fernleitungsnetz mit rund 7.700 Kilometer Leitungslänge sowie rund 450 Netzkopplungspunkten.
VNG gründete Ontras zum 1. Januar 2006. Dies war auf Grund der Forderungen des Energiewirtschaftsgesetzes nach einer vollständigen gesellschaftsrechtlichen Trennung von Gashandel und -transport nötig geworden. Im Rahmen des 3. EU-Energiebinnenmarktpakets wurde Ontras vollständig entflochten und ist seitdem auch für die Betriebsführung und Instandhaltung der Netze und Anlagen zuständig.

## Netz
Das Netz der Gesellschaft konzentriert sich auf Brandenburg, Mecklenburg-Vorpommern, Sachsen, Sachsen-Anhalt und Thüringen. Es sind zahlreiche Netzkopplungspunkte zu anderen Fernleitungsnetzbetreibern vorhanden.

### Netzstrukturdaten
Das betriebene Netz hat eine Gesamtlänge von 7.739 km und ist ausschließlich ein Hochdrucknetz (Stand 2022). Über drei Viertel des Netzes haben Nennweiten von 500 Millimeter oder größer.
Die Tabelle zeigt die Anteile der Leitungsdurchmesserklassen am Gesamtnetz:
| Leitungsdurchmesserklasse              | Länge   | Anteil |
| -------------------------------------- | ------- | ------ |
| A (Nennweite DN: x ≥ 1000 mm)          | 1039 km | 13,4 % |
| B (Nennweite DN: 700 mm ≤ x < 1000 mm) | 1713 km | 22,1 % |
| C (Nennweite DN: 500 mm ≤ x < 700 mm)  | 3135 km | 40,5 % |
| D (Nennweite DN: 350 mm ≤ x < 500 mm)  | 836 km  | 10,8 % |
| E (Nennweite DN: 200 mm ≤ x < 350 mm)  | 684 km  | 8,8 %  |
| F (Nennweite DN: 100 mm ≤ x < 200 mm)  | 221 km  | 2,9 %  |
| G (Nennweite DN: x < 100 mm)           | 111 km  | 1,4 %  |
| Gesamt                                 | 7739 km | 100 %  |

## Regenerative Gase
Bei Ontras speisen 23 Biogasanlagen das gewonnene Gas ins Netz ein. Insgesamt strömen damit bei voller Leistung bis zu 180 Mio. Kubikmeter Biogas im Jahr ins Ontras-Netz. Die Kosten für den Anschluss einer Biogasanlage ans Gasnetz und die Einspeisung des Biogases werden über den Biogas Wälzungsbetrag auf alle Netzpunkte des Marktgebiets Gaspool umgelegt. Jährlich ermittelt Ontras diesen Betrag aus den eingereichten Kosten für alle Fernleitungsnetzbetreiber im Marktgebiet Gaspool als Dienstleistung.
Ontras beteiligt sich an Power-to-Gas-Projekten. In Falkenhagen ging im August 2013 die erste Elektrolyseanlage zum Einspeisen von aus Windstrom erzeugtem Wasserstoff ins Ontras-Netz in Betrieb. Eine zweite Anlage speist seit Dezember 2014 Wasserstoff ein; eine dritte Anlage ist in Planung.

## Beteiligungen und Kooperationen
Ontras ist Mitbegründer und Gesellschafter (20 %) von Gaspool, einem der beiden deutschen Marktgebiete für Erdgas. Zudem war Ontras Mitinitiator von Gatrac, Deutschlands erster grenzüberschreitender Kooperationsplattform für Gastransporte zwischen Deutschland und der Tschechischen Republik, die im Oktober 2013 eingestellt wurde. Ontras wirkt gemeinsam mit europäischen Fernleitungsnetzbetreibern beim Aufbau der europäischen Plattform Prisma zum Vermarkten von Kapazitäten mit, die in der Nachfolge der deutschen Kapazitätsplattform trac-x Anfang 2013 gegründet wurde. Darüber hinaus ist Ontras Anteilseigner weiterer Unternehmen, darunter der Prisma European Capacity Platform (1,33 %).

## Sonstiges
Ontras ist Mitglied im Verband Europäischer Fernleitungsnetzbetreiber für Gas (ENTSOG). und im Bundesverband der Energie- und Wasserwirtschaft (BDEW). Außerdem ist Ontras Gründungsmitglied der Vereinigung der Fernleitungsnetzbetreiber Gas (FNB Gas).
Ontras wurde 2022 durch Freundin und Kununu als familienfreundlichstes Energieunternehmen in Deutschland ermittelt.
Zum 1. April 2024 ist der Geschäftsführer Betrieb und Sicherheit Uwe Ringel in den Ruhestand getreten. Seine Position hat Gunar Schmidt übernommen.